# Les Complices (film, 2023)
Pour les articles homonymes, voir Les Complices.
Pour plus de détails, voir Fiche technique et Distribution.
Les Complices est une comédie franco-belge réalisée par Cécilia Rouaud, sortie en 2023.

## Synopsis
Max, un impitoyable tueur à gages de cinquante ans, découvre qu’il a un problème : il s’évanouit désormais devant la moindre goutte de sang. Son avenir dans la profession étant compromis, il va devoir se reconvertir. Mais pas si simple quand sa seule compétence professionnelle est de tuer des gens.
Comme il est incapable de continuer, ses précédents employeurs lui envoient une armée d'assassins afin de se débarrasser de lui. Face à cette menace, il se fait aider par un couple de jeunes voisins, Karim et Stéphanie, qui n’imaginent pas un instant à qui ils ont affaire... Max s’attache, malgré lui, au jeune couple, jusqu’à ce que son passé le rattrape.

## Fiche technique
Sauf indication contraire, les informations mentionnées dans cette section peuvent être confirmées par les bases de données cinématographiques IMDb et Allociné,  présentes dans la section « Liens externes ».
- Titre original : Les Complices
- Réalisation : Cécilia Rouaud
- Scénario : Cécilia Rouaud
- Musique : Alexandre Lier, Sylvain Ohrel et Nicolas Weil. Avec un travail sur la 5e symphonie de Beethoven (reprise rock délirante du 1er mouvement). Et reprise, de même nature, d'une autre partition célèbre : de Sergueï Rachmaninov, le « Prélude en ut dièse mineur » pour piano (Morceaux de fantaisie, op. 3, n° 2).
- Décors : Sébastien Gondek
- Costumes : Sonia Philouze
- Photographie : Pierre Cottereau
- Montage : Fabrice Rouaud
- Son : Remi Daru
- Production : Stan Collet, Patrick Quinet et Frank Mettre
- Sociétés de production : Artémis Productions et Firelight
- Sociétés de distribution : SND
- Pays de production :  France,  Belgique| Médias externes |                                                    |
| Images          |                                                    |
|                 | Affiche du film sur le site Allociné               |
| Vidéos          |                                                    |
|                 | Bande-annonce du film sur le compte YouTube de SND |
- Langue originale : français
- Format : couleur — 2,35:1
- Genre : Comédie
- Durée : 98 minutes
- Dates de sortie :
  - France : 
    - 20 janvier 2023 (Alpe d'Huez)
    - 12 avril 2023 (en salles)

## Distribution
Sauf indication contraire ou complémentaire, les informations mentionnées dans cette section proviennent du générique de fin de l'œuvre audiovisuelle présentée ici.
- François Damiens : Max
- William Lebghil : Karim
- Laura Felpin : Stéphanie
- Bruno Podalydès : Paulo, le collègue de Max
- Vanessa Paradis : Marianne
- Genti Kame : Agoli
- Alicia Hava : Mounia
- Émilie Cazenave : Mlle Jean
- Jean-François Cayrey : Jacques-Yves
- Diane Robert : la femme à l'hôtel
- Benjamin Gomez : l’agent immobilier
- Lucile de la Morena : Odile

## Accueil

### Accueil critique
En France, le site Allociné donne la note de 3,2⁄5, après avoir recensé 13 critiques de presse.
Pour Caroline Vié (20 Minutes), « François Damiens est fort drôle dans Les Complices où il entraîne Laura Felpin et William Lebghil dans des aventures teintées d’humour noir. ».
Critique plutôt positive à l'égard du film, Judith Beauvallet (Écran Large) estime que le film est à ranger du côté des films aux « idées faciles, mais bonnes qui lancent les comédies efficaces ». Elle parle même d'un film aux traits d'une œuvre des frères Coen. Le trio qui portent le film est également mis en avant avec un François Damiens « parfait dans ce qu’il propose » et des Laura Felpin et William Lebghil qui « ne se laissent pas écraser ». La critique résume son article ainsi : « Un film qui cherche le sourire amusé plutôt que le rire gras, et qui préfère l'écriture de personnages à celle de gags. Une comédie simple qui ne tombe jamais dans la vulgarité et dans laquelle les acteurs s'amusent sans tomber dans la caricature. Pas de quoi tomber de sa chaise, mais largement assez pour passer un bon moment. ».
Pour Sophie Grassin (L'Obs), « Casting alléchant et absurdité digne des Coen (Jeff est le prénom de Lebowski dans The Big Lebowski), coups de patte à la violence du monde du travail…, le film démarre sur des chapeaux de roue. Mais s’étire là où il devrait passer la surmultipliée. Acteurs et dialogues le rendent néanmoins très fréquentable. ».
Pour Barbara Théate (Le Journal du dimanche), « Cette comédie déglinguée, qui mêle action et absurde, aurait mérité de dynamiser son intrigue, mais difficile de résister à François Damiens, irrésistible de flegme et de raideur dans le costume d’un tueur qui apprend à écouter ses sentiments. ».
Yannick Vely (Paris Match) compare François Damiens à un « stradivarius de la comédie ». Laura Felpin est décrite impressionnante « pour son premier grand rôle au cinéma, (...) parfaite en jeune femme au caractère bien trempé et aux répliques et à la pelle qui claquent ». Par contre, le film dans son scénario n'a pas convaincu le critique pour sa succession de gag.
Pour François Léger (Première), ce long-métrage, « Peuplé de seconds rôles hilarants (Jean-François Cayrey joue un commercial con comme un balai, Bruno Podalydès un « nettoyeur » aux chemises hawaïennes...), ce drôle de projet en équilibre instable est un bel ovni dans le paysage cinématographique français. ».
Plus négatif, Étienne Sorin (Le Figaro) déclare que « Le trio est très drôle, mais le scénario tourne en rond. La réalisatrice ne semble pas savoir quoi faire de ses personnages. On dirait du Pierre Salvadori en moins bien. ».

### Box-office
Pour son premier jour d'exploitation en France, Les Complices a réalisé 12 106 entrées, dont 3 019 en avant-première, pour un total de 958 séances proposées. En comptant pour ce premier jour les avant-premières, le film se positionne en quatrième place du box-office des nouveautés pour sa journée de démarrage, derrière Suzume (44 210) et devant Une histoire d'amour (10 509).
Au bout d’une première semaine d’exploitation dans les salles françaises, le long-métrage totalise 72 930 entrées, pour une dixième place au box-office, derrière Le Royaume de Naya (80 948).
| Pays ou région | Box-office      | Date d'arrêt du box-office | Nombre de semaines |
| -------------- | --------------- | -------------------------- | ------------------ |
| France         | 123 623 entrées | 16 mai 2023                | 5                  |
| Total mondial  | 907 131 $       | -                          | -                  |

## Distinctions

### Récompenses
- Festival International du Film de Comédie de l'Alpe d'Huez 2023 : Prix d'interprétation masculine, William Lebghil

### Nominations
- Festival International du Film de Comédie de l'Alpe d'Huez 2023 : sélection officielle